# アジュダービヤー
アジュダービヤー(アラビア語：أجدابيا)は、リビアのキレナイカのアル・ワーハート県の県都。2010年の人口は約7.7万人。リビア北東部、シドラ湾から数km離れた場所にある
。ベンガジから160km南に位置する。首都トリポリとベンガジを結ぶ幹線上に位置し、更にキレナイカ主要部を省略して国境近くのトブルクへ向かう道路と、キレナイカ南部の中心都市であるクフラへと向かう道路が分岐する交通の要衝である。また、南のオージラ油田からパイプラインが通じている。
ローマ帝国時代から人が住んでいたとされるが、特にファーティマ朝時代にチュニジアとエジプトを結ぶ要衝として栄え、現在も当時の遺跡が市内に残る。